# United Nations Operation in Somalia II

Medaljband för UNOSOM II

United Nations Operations in Somalia  II (UNOSOM II) var en truppstyrka, ledd av Förenta nationerna, som sattes in i Inbördeskriget i Somalia efter FN:s operation UNOSOM. Skillnaden bestod i huvudsak av integrationen av UNITAF i UNOSOMs verksamhet. UNOSOM II verkade från mars 1993 till mars 1995 innan FN-operationen avbröts utan att ha nått målsättningen i mandatet från FN-resolution 814.

## Svenska bidrag
Sverige deltog med ett sjukhuskompani. Sjukhuskompaniet i Somalia under UNOSOM II benämndes SO02 med löpande numrering till och med SO04.